# Rectoria de Sallent de Solsonès
La Rectoria de Sallent és un edifici del nucli de Sallent, al municipi de Pinell de Solsonès (Solsonès), inclòs a l'Inventari del Patrimoni Arquitectònic de Catalunya.

## Situació
Està situada a la part més alçarosa del nucli, al costat de la masia de Cal Batlle i adossada al seu flanc dret s'hi va aixecar l'església nova de Sant Jaume de Sallent.

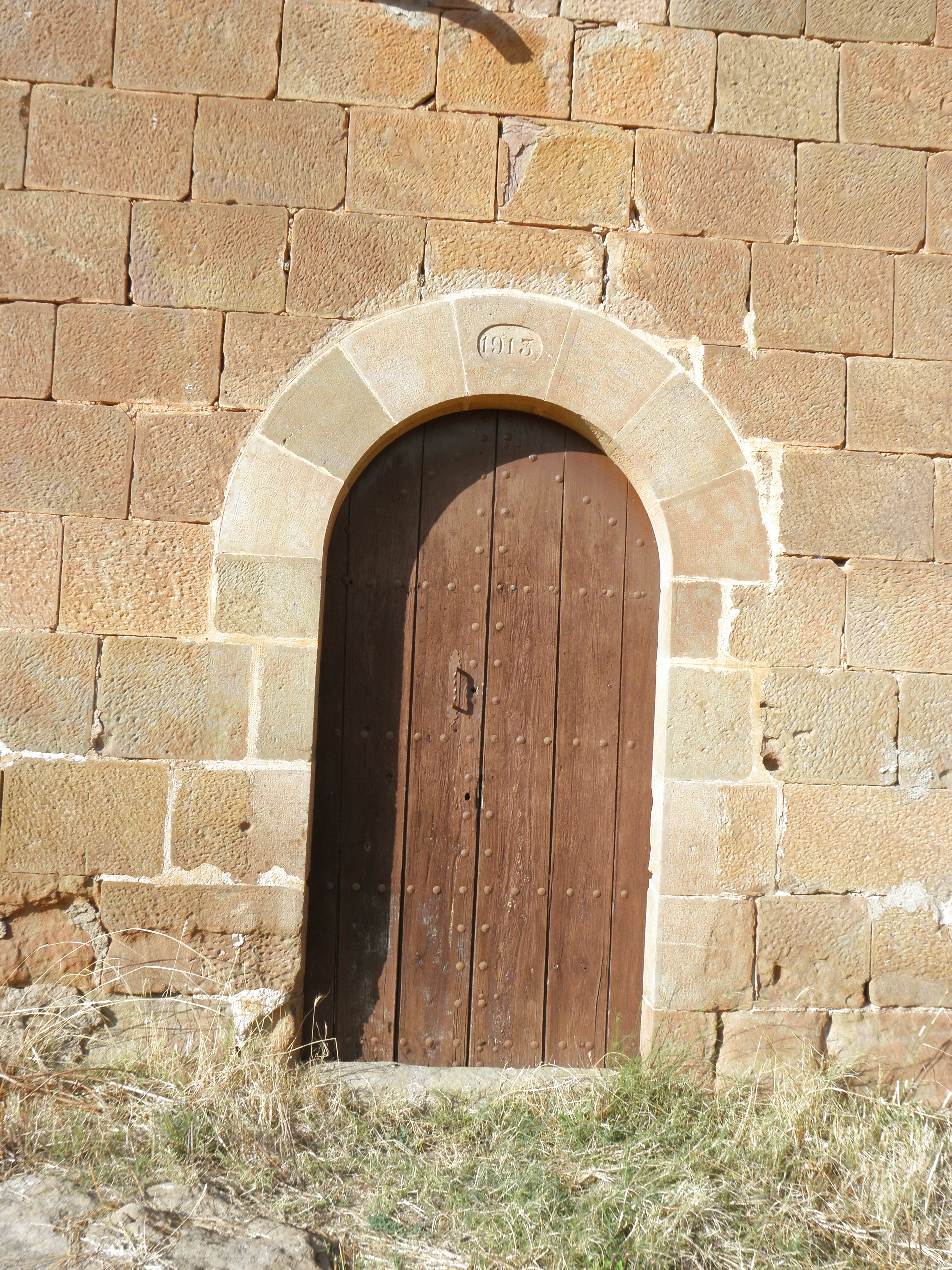
Porta amb data 1661

.

## Descripció
Edifici civil que consta de planta baixa i primer pis. La teulada és a doble vessant amb el carener paral·lel a la façana principal. A la planta baixa s'obren dues portes d'arc de mig punt adovellat, una és més gran i està situada al centre i l'altre està a l'esquerra; a la clau de la porta principal hi ha un escut catalogat i la petita té la data 1913. Al primer pis hi ha quatre finestres allindades disposades de forma regular amb l'ampit de pedra motllurada. El parament és de carreus molt ben tallat i col·locats en fileres regulars.

## Notícies històriques
Fou la casa dels Senyors de Sallent, feudataris del bisbe d'Urgell. El 1657 n'era senyor n'Arnau Guillem de Lordat el qual se'n va vendre una part a Jaume de Camats, veí de Sanaüja. Donat que a la clau de l'arc de la portalada d'entrada hi ha gravada la data de 1661, es pot suposar que fou aquest darrer qui n'acabà la construcció de l'actual edifici. Al segle xviii la propietat va passar mans del capítol de la catedral de Solsona.